# 瑪麗·貝克·艾迪
瑪麗·貝克·艾迪（英語：Mary Baker Eddy，1821年7月16日—1910年12月3日），美国宗教领袖和作家，1879年在新英格兰成立了基督教科学教会，1908年创立了曾获普利策奖的《基督教科学箴言报》，及三本宗教杂志：《基督教科学前哨》、《基督教科学杂志》和《基督教科学先驱报》。她撰写了许多书籍和文章，其中最著名的是《科学与健康与圣经的钥匙》，截至2001年，该书的销量已超过900万册。2014年被《史密森尼》杂志评选为“有史以来最重要的100名美国人”之一。